# Nombre de Mach
Pour les articles homonymes, voir Mach.
 (novembre 2019).
Si vous disposez d'ouvrages ou d'articles de référence ou si vous connaissez des sites web de qualité traitant du thème abordé ici, merci de compléter l'article en donnant les références utiles à sa vérifiabilité et en les liant à la section « Notes et références ».
Le nombre de Mach est un nombre sans dimension, noté Ma ou M, qui exprime le rapport de la vitesse d'un objet dans un fluide à la vitesse du son dans ce même fluide,. La vitesse du son dans un gaz variant avec sa nature et sa température (dans l'air à 15°C, elle est d'environ 340 m s−1 soit 1 224 km h−1), le nombre de Mach ne correspond pas à une vitesse fixe.
Il a été ainsi nommé par l'ingénieur aéronautique suisse Jakob Ackeret, en l'honneur du physicien et philosophe autrichien Ernst Mach.

## Définition du nombre de Mach
Le nombre de Mach mesure le rapport entre les forces liées au mouvement et la compressibilité du fluide.
{\displaystyle {M\!a}={\frac {\|{\vec {V}}\|}{a}}}
où :
- {\displaystyle {M\!a}} est le nombre de Mach ;
- {\displaystyle {\vec {V}}} est la vitesse de l'objet (par rapport à son environnement) ;
- {\displaystyle a} est la vitesse de propagation ou célérité du son dans l'environnement considéré. Elle représente la vitesse de propagation de tout ébranlement produit dans le milieu.

La vitesse du son dans l'air, lorsque ce dernier est considéré comme un gaz parfait, s'exprime par :
{\displaystyle a={\sqrt {\frac {\gamma P}{\rho }}}}
où :
- {\displaystyle P} est la pression (Pa) ;
- {\displaystyle \rho } est la masse volumique (kg/m3)
- {\displaystyle \gamma ={\frac {c_{p}}{c_{v}}}} est le coefficient adiabatique avec {\displaystyle c_{p}} et {\displaystyle c_{v}} les capacités thermiques massiques isobare et isochore (dans le cas des gaz parfait, ce nombre ne dépend que du nombre d'atomes dans la molécule et vaut 1,4 pour l'air).

L'équation d'état permet de la réécrire en fonction de la constante spécifique du gaz {\displaystyle r} (287 J kg−1 K−1 pour l'air) et de la température {\displaystyle T} en kelvins :
{\displaystyle a={\sqrt {\gamma rT}}}.
Elle ne dépend donc que de la température.
| Altitude (en m) | Température | Vitesse du son (en m/s) |
| --------------- | ----------- | ----------------------- |
| 0               | 15 °C       | 340,3                   |
| 1 000           | 8,5 °C      | 336,4                   |
| 2 308           | 0 °C        | 331,3                   |
| 5 000           | −17,5 °C    | 320,5                   |
| 7 500           | −23,5 °C    | 310,2                   |
| 11 000 - 20 000 | −56,5 °C    | 295,1                   |
| 32 000          | −44,5 °C    | 303,1                   |
| 47 000 - 51 000 | −2,5 °C     | 329,8                   |

## Types d'écoulements autour d'un objet volant
D'une manière générale, sauf obstacle, cet ébranlement se propage de la même façon dans toutes les directions. Ainsi, il se retrouve au bout d'une seconde réparti sur une sphère de 340 mètres de rayon. La surface d'une sphère étant proportionnelle au carré de son rayon, l'intensité de la perturbation décroît très rapidement avec la distance : c'est la cause principale de l'atténuation d'un son, beaucoup plus importante que la viscosité.
Dans ce qui suit, un objet volant en mouvement uniforme à la vitesse V sera assimilé à un point. Dans la réalité l'analyse est valide à une certaine distance de l'objet, typiquement quelques dizaines de fois sa taille.

### Écoulement subsonique
Si V < a (c'est-à-dire Ma < 1), l'objet volant a une vitesse inférieure à celle de l'accroissement des sphères de perturbation qu'il crée à chaque instant. De plus, il se trouve en permanence à l'intérieur de celles créées précédemment. Tout le monde peut faire l’expérience du phénomène : l'observateur fixe ressent le son très faible des premières sphères très dilatées, puis l'intensité augmente jusqu'à ce que l'objet volant soit au plus près et diminue enfin jusqu'à extinction.
De plus, le déplacement du point d'émission des sphères de perturbation donne naissance à l’effet Doppler.

### Écoulement sonique
Si Ma = 1, l'objet volant colle en permanence à l'avant de toutes les sphères créées précédemment qui se retrouvent donc toutes tangentes à un plan perpendiculaire au mouvement de l'objet volant. La superposition d'une multitude de petites perturbations crée une grosse perturbation qui augmente considérablement la résistance de l'air : c'est le mur du son.

### Écoulement supersonique
Quand Ma > 1, l'objet volant laisse au contraire toutes les sphères de perturbation derrière lui. Un raisonnement simple montre qu'elles sont toutes tangentes à un cône appelé cône de Mach. L'angle de ce cône peut être calculé par la simple géométrie. Il est donné de manière rigoureuse par les relations de Rankine-Hugoniot.

## Données pratiques
Les considérations qui précèdent donnent une idée de l'importance du nombre de Mach mais la réalité est nettement plus compliquée.
On distingue généralement les plages de vitesses suivantes :
| Régime                           | Mach        | km/h            | m/s           | Caractéristiques générales de l'aéronef                                  | Exemples d'objets à ces vitesses                                                        |
| -------------------------------- | ----------- | --------------- | ------------- | ------------------------------------------------------------------------ | --------------------------------------------------------------------------------------- |
| Subsonique                       | < 1,0       | < 1 230         | < 340         | Avions à hélices et avions commerciaux à réaction                        | Voiture, Cessna 182, avions de ligne (vitesse de croisière: A380, A320neo, 747...)      |
| Transsonique                     | 0,8 - 1,2   | 980 - 1 475     | 270 - 410     | Angle de flèche légèrement positif                                       | Avion de ligne (vitesse maximale)                                                       |
| Supersonique                     | 1,0 - 5,0   | 1 230 - 6 150   | 340 - 1 710   | Bords plus affutés                                                       | Concorde, missile Aster, SR-71                                                          |
| Hypersonique                     | 5,0 - 10,0  | 6 150 - 12 300  | 1 710 - 3 415 | Revêtement en nickel-titane refroidi, forme très compacte, petites ailes | X-15, X-43, Ariane 5, missiles balistiques à moyenne portée, Zircon, V-MAX, THAAD, etc. |
| Hypersonique « haut »            | 10,0 - 25,0 | 12 300 - 30 740 | 3 415 - 8 465 | Tuiles thermiques en silice                                              | Certains missiles antibalistiques, SM-3, S-500                                          |
| Vitesse de rentrée atmosphérique | > 25,0      | > 30 740        | > 8 465       | Bouclier thermique ablatif, pas d'ailes, forme de capsule spatiale       | Capsule de rentrée atmosphérique, météore de Tcheliabinsk                               |

On peut négliger la compressibilité de l'air pour les nombres de Mach inférieurs à 0,3 environ (puisque le changement de densité dû à la vélocité est d'environ 5 % dans ce cas).
Le cas sonique défini précédemment comme frontière entre le subsonique et le supersonique n'a pas de réalité physique : il est remplacé par une zone de transition assez large, dite transsonique, dans laquelle les phénomènes sont particulièrement compliqués.
En supersonique, le cône de Mach, obtenu en considérant un obstacle ponctuel, n'est qu'une image simplifiée des phénomènes. En effet la région proche de l'objet est caractérisée par son écoulement, borné par une onde de choc. Celle-ci tend asymptotiquement vers une onde sonore conique appelée onde de Mach. Cette onde comporte généralement deux variations rapides de la pression correspondant à un double bang. Les deux variations ne sont séparables du point de vue auditif que pour un objet décimétrique.
Le régime hypersonique est le domaine où apparaissent des phénomènes physico-chimiques (excitation vibrationnelle des molécules vers 800 K, dissociation du dioxygène vers 2 500 K).

## Prouesses d'aviateurs
- Le 14 octobre 1947, le premier vol supersonique de l'histoire est réalisé par le pilote américain Charles « Chuck » Yeager à bord du Bell X-1 « Glamorous Glennis » (le prénom de sa femme), en atteignant la vitesse maximale de Mach 1,06[6].
- Le 20 novembre 1953, l'Américain Albert Scott Crossfield est le premier pilote à atteindre la vitesse de Mach 2,04 avec l'avion expérimental Douglas D-558-II Skyrocket, évoluant donc deux fois plus vite que le son au-dessus de la base californienne d’Edwards[7].
- Le 22 août 1963, l'Américain Joseph Albert Walker est le premier pilote à atteindre l'altitude de 108 km (jusqu'au bord de l'espace extra-atmosphérique) lors du vol 91 du North American X-15.
- Le 3 octobre 1967, l'Américain William Joseph Knight établit le record de vitesse du X-15 qui est aussi le record du monde de vitesse aérien à 7 273 km/h (altitude 31 km).